# Zlatko Portner
Zlatko Portner, född 16 januari 1962 i Ruma, SFR Jugoslavien, död 23 september 2020 i Schweiz, var en serbisk-schweizisk handbollsspelare (mittnia), som tävlade för Jugoslaviens landslag. Han spelade 98 landskamper och gjorde 355 mål och var med och tog VM-guld 1986 i Schweiz, samt OS-brons 1988 i Seoul.
Zlatko Portners son Nikola Portner har spelat över 100 landskamper som målvakt för Schweiz landslag.

## Klubbar
- RK Crvenka (1980–1982)
- RK Metaloplastika (1982–1989)
- FC Barcelona (1989–1992)
- HB Vénissieux (1992–1994)
- BSV Bern (1994–1997)
- TV Zofingen (1997–1999)
- BSV Bern (1999–2002)